# Theodorus van Gogh
Theodorus van Gogh, meglio noto come Theo van Gogh (Zundert, 1º maggio 1857 – Utrecht, 25 gennaio 1891), è stato un mercante d'arte e antiquario olandese, fratello minore di Vincent van Gogh.

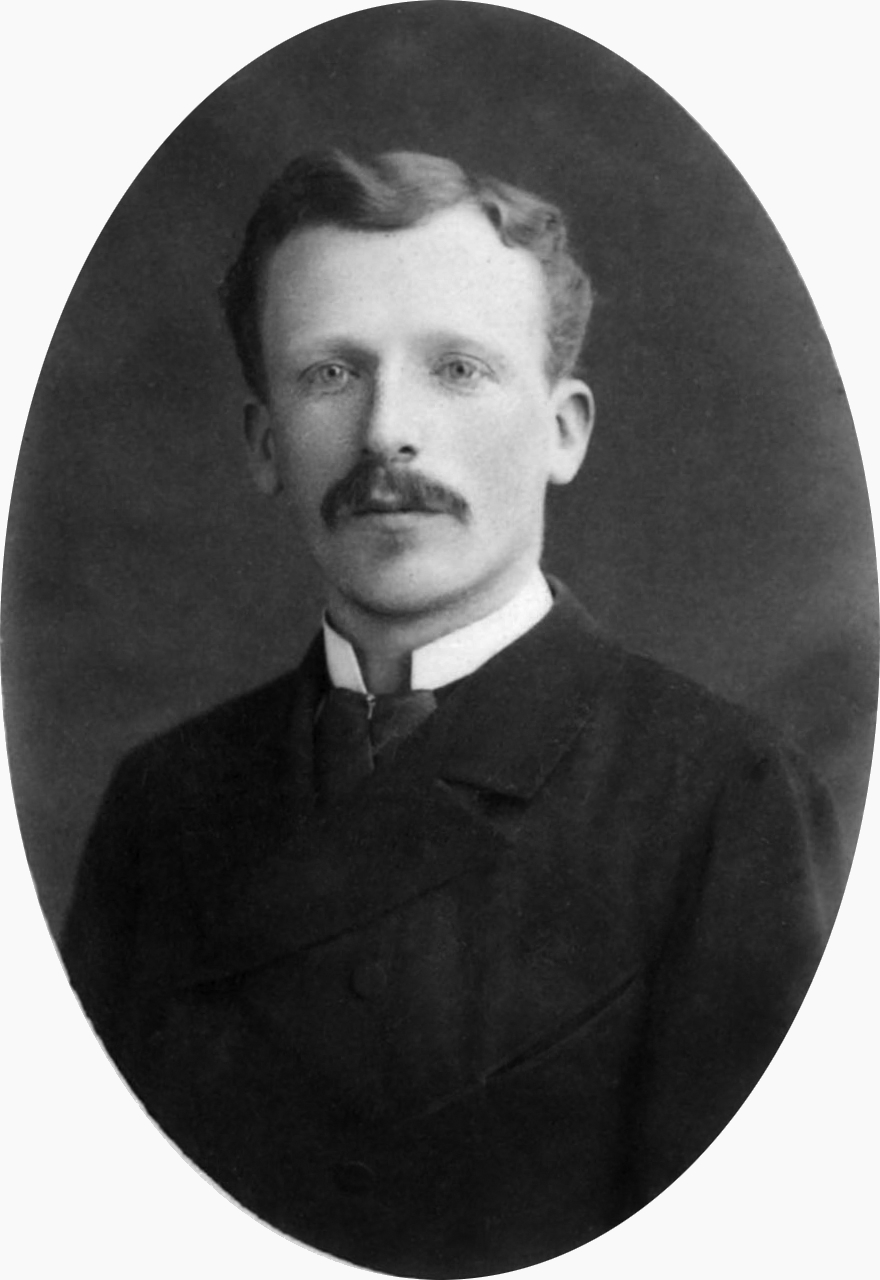
Theo van Gogh nel 1888.

Intrattenne con lui un fitto epistolario, noto come Lettere a Theo, servito nel tempo per la ricostruzione della vita del pittore.

## Biografia
Fu essenzialmente un mercante d'arte: lavorò per tutta la vita alla filiale parigina della galleria Goupil & Cie (poi ribattezzata Boussod & Valadon) in Boulevard Montmartre, nella quale esponevano i maggiori pittori impressionisti, detti per questo pittori del Grand-Boulevard. Finanziò spesso le opere di Vincent e fu l'unico a credere ciecamente nella sua opera, mantenendolo economicamente. Già sofferente di sifilide, le sue condizioni di salute precipitarono dopo la notizia del suicidio del fratello. Dopo essere caduto in assoluta apatia per un mese, ebbe un crollo nervoso completo e fu ricoverato in diverse cliniche per alienati. Morì in una casa di cura a Utrecht il 25 gennaio 1891, quasi sei mesi dopo Vincent, all'età di 33 anni.
Il rapporto tra lui ed il fratello fu molto stretto in ogni circostanza: Vincent credeva in lui e Theo amava il fratello più di ogni altra cosa. Nei momenti più tristi i due si consultavano e sempre trovavano una soluzione: solo in alcuni momenti il pittore rifiutò l'aiuto di Theo perché si trovava in un periodo tragico della sua vita e non voleva pesargli troppo. La malattia nervosa e la morte del fratello (quest'ultima improvvisa e inaspettata) furono il colpo di grazia per Theo ("...era veramente mio fratello...Non riesco a trovare conforto nelle parole per esprimere il mio dolore, che mi porterò dietro per tutta la vita" scriverà alla madre).
L'unione tra i due fratelli proseguirà anche dopo la morte, tanto che, nel 1914, le spoglie di Theo saranno traslate da Utrecht ad Auvers-sur-Oise ed inumate accanto a quelle di Vincent nel cimitero cittadino.
Era sposato con Johanna Bonger, che passò poi a nuove nozze nel 1901.

## Theo e Vincent
Theo ammirò suo fratello Vincent per tutta la sua vita, ma la comunicazione fra i due fu sempre molto difficile, anche prima che Vincent diventasse un artista. Gli attriti fra i due si devono soprattutto a differenti visioni dell'arte e del mondo. Il fatto che Theo abbia conservato tutte le lettere ricevute dal fratello, mentre è noto che Vincent non conservava le risposte del fratello, ci induce a credere che il rapporto di corrispondenza fra i due fosse alimentato da Theo; Vincent infatti non conservò le lettere di Theo, motivo per cui l'epistolario dei due risulta composto perlopiù di lettere di Vincent che dalle risposte di Theo. Dalle lettere che i due si scambiavano ci vengono molte informazioni sulla vita del pittore e sul suo processo creativo: a Theo, che gli procurava il denaro e i mezzi per vivere, Vincent raccontava delle sue esperienze quotidiane e dei suoi progetti e inviava bozzetti e disegni dei suoi lavori.

## Opere derivate
- Nel film biografico su van Gogh Brama di vivere (1956), Theo è interpretato da James Donald.
- Il rapporto dei fratelli van Gogh é oggetto del film Vincent & Theo del 1990, in cui Tim Roth interpreta Vincent e Paul Rhys Theo.
- È molto accreditata, ma priva di riscontro, l'opinione formatasi presso il Van Gogh Museum che il dipinto di Van Gogh tradizionalmente noto come Autoritratto con cappello di paglia (1887) sia in realtà un ritratto di Theo. Da questo aneddoto prende le mosse il manga di Hozumi Sayonara Sorcier (2014), che tratta proprio del rapporto fra i due fratelli van Gogh. Hozumi disegna Theo con l'aspetto che attribuiamo a Vincent (capelli corti e biondo-rossicci, barba, cappello) e lo immagina deciso a rompere con la tradizione pittorica delle accademie di Sette-Ottocento: a questo scopo Theo, che intrattiene con Vincent un rapporto di amore-odio, si risolve a esporre le opere degli Impressionisti e a dare visibilità alle opere del talentuoso fratello costruendogli addosso una vita di avventure e tormenti.